# Bactrocera fuscans
Bactrocera fuscans
 es una especie de díptero que Wang describió por primera vez en 1988. Bactrocera fuscans pertenece al género Bactrocera de la familia Tephritidae.  